# Ingulf Donig

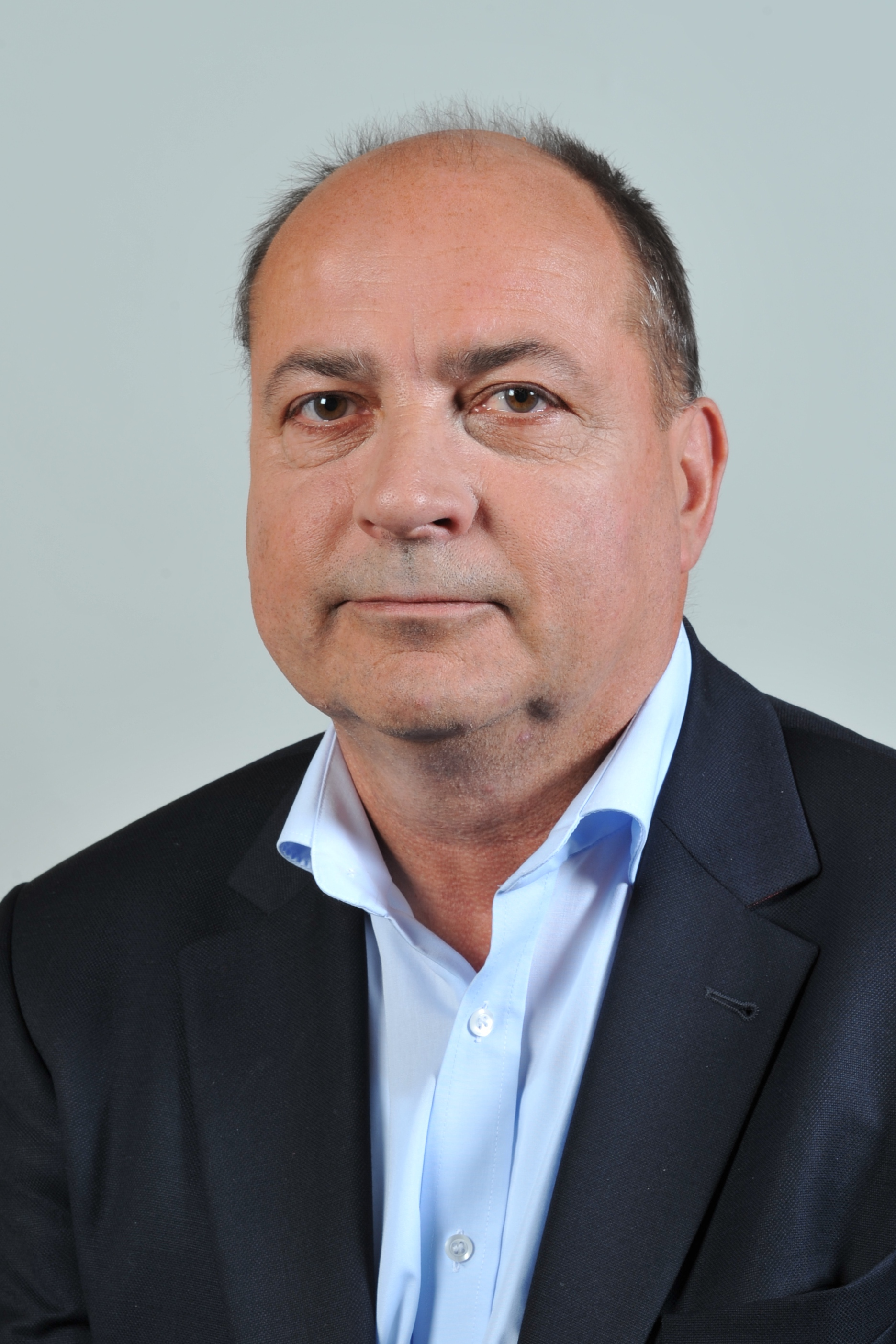
Ingulf Donig 2013

Ingulf Donig (* 13. Februar 1953 in Pößneck) ist ein deutscher Politiker (SPD). Er war von 2011 bis 2016 Mitglied des Landtags von Mecklenburg-Vorpommern.
Donig ist FH-Diplom-Ingenieur für industrielle Elektronik und seit 1990 in der IT-Branche tätig. Donig wurde 1989 Mitglied der SDP, dem Vorgänger der SPD. 1990 wurde er Gemeindevertreter, 1993 Bürgermeister von Altefähr und 1998 Kreistagsmitglied des Landkreises Rügen.
Bei der Landtagswahl 2011 wurde Donig im Wahlkreis Rügen I als Direktkandidat der SPD nominiert. Durch den plötzlichen Tod des CDU-Kandidaten Udo Timm musste die Wahl dort um zwei Wochen verschoben werden. Am 18. September gewann er schließlich das Direktmandat mit 25,7 Prozent der Erststimmen. Donig profitierte dabei vor allem davon, dass die CDU von der Wahl ihres eigenen Kandidaten, Thomas Gens, aufgrund dessen Vergangenheit bei der Deutschen Volksunion abriet.
Donig ist verheiratet und hat eine Tochter und einen Sohn.